# Heidi Weber (Innenarchitektin)

Heidi Weber im Damensessel LC3, Foto: Comet Photo, Bildarchiv der ETH-Bibliothek Zürich, 1961

Heidi Weber, geborene Huggel (* 4. Juni 1927 in Münchenstein), ist eine Schweizer Innenarchitektin, Galeristin, Kunstsammlerin, Museumsdirektorin, Kuratorin, Verlegerin und exklusive Repräsentantin von Le Corbusiers bildnerischer Kunst. In einer Kleinserie produzierte sie vier seiner Avantgarde-Möbel aus dem Jahr 1928 und machte diese weltberühmt. Sie zeichnete als Initiantin, Finanzgeberin und Bauherrin des letzten Bauwerks von Le Corbusier im Zürcher Seefeld, das sie Heidi Weber Haus – Centre Le Corbusier nannte. Von diesem Zentrum aus engagierte sie sich während fast eines halben Jahrhunderts mit Ausstellungen und Leihgaben, Buchpublikationen sowie als Vermittlerin für die weltweite Verbreitung des künstlerischen Werks von Le Corbusier.

## Leben  und Wirken
Im Juni 1957 eröffnete Heidi Weber im Alter von 30 Jahren ihre Galerie «Mezzanin» für Möbel und Innenarchitektur am Neumarkt 28 in Zürich. Hier präsentierte sie Möbel von George Nelson sowie Charles und Ray Eames und bearbeitete innenarchitektonische Aufträge.

### Repräsentantin des Künstlerarchitekten Le Corbusier
1958 fand ein erstes Treffen der Innenarchitektin und Galeristin mit Le Corbusier am Cap Martin statt. Zwischen 1959 und 1964 organisierte sie in ihrer Galerie «Mezzanin» insgesamt 13 Ausstellungen zum bildnerischen Werk von Le Corbusier. In der Folge gewährte ihr der Künstlerarchitekt die exklusiven Rechte an der Vermarktung seiner Werke: Grafiken, Gemälde, Skulpturen, Wandteppiche und Stiche für eine Laufzeit von 30 Jahren. Weber war die Erste, die internationale Ausstellungen seines Œuvres kuratierte und Tournee-Ausstellungen seiner Kunst organisierte. Es war ihr erklärtes Ziel, Le Corbusiers facettenreiches bildnerisches Gesamtwerk weltweit bekannt zu machen. Als Verlegerin publizierte sie Bücher, die als Schlüsselwerke zu seinem Schaffen als Künstler gelten.

### Ausstellungen in der Galerie Mezzanin Heidi Weber (Auswahl)
- 1959: Le Corbusier – Sitzmöbel – meubles, November bis Dezember 1959.
- 1959: Le Corbusier – Peintures, Dessins, Tapisseries et Meubles, ab 25. Februar 1959.
- 1961: Peintures – Le Corbusier, 2. bis 30. November 1961.
- 1962: Papiers collés – Le Corbusier, 26. April bis 30. Mai 1962.
- 1964: Le Corbusier – Peintures grands formats, 17. März bis 23. April 1964.

### Avantgarde-Möbel von Le Corbusier, Charlotte Perriand und Pierre Jeanneret
Die erste Begegnung mit Le Corbusier in Frankreich nutzte Heidi Weber, um ihm die Produktion einer Kleinserie von vier seiner Avantgarde-Sessel aus dem Jahr 1928 vorzuschlagen. Damals gab es davon lediglich die Prototypen. Le Corbusier hatte sie zusammen mit Charlotte Perriand und Pierre Jeanneret entworfen, die Urheberschaft war in den 1950er Jahren jedoch noch ausschliesslich ihm zugeschrieben worden. Weber liess die Möbel in einer Zürcher Werkstatt herstellen und las höchstpersönlich die schönsten Fohlen- und Kalbsfelle als Überzug der Corbusier-Sessel aus. Sie produzierte eine erste Auflage von je 25 Stück. Die enorme Nachfrage veranlasste sie ab 1964, die Lizenzrechte Schritt für Schritt an den italienischen Möbelhersteller Cassina zu verkaufen.

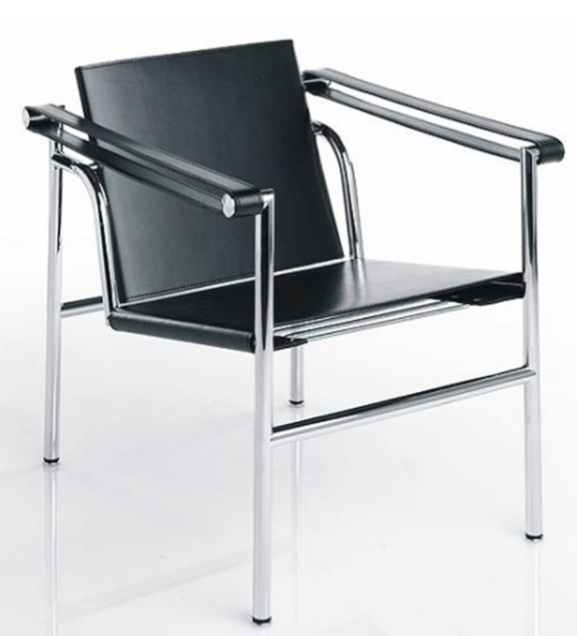
Stuhl LC1, Stahlrohrrahmen und Leder
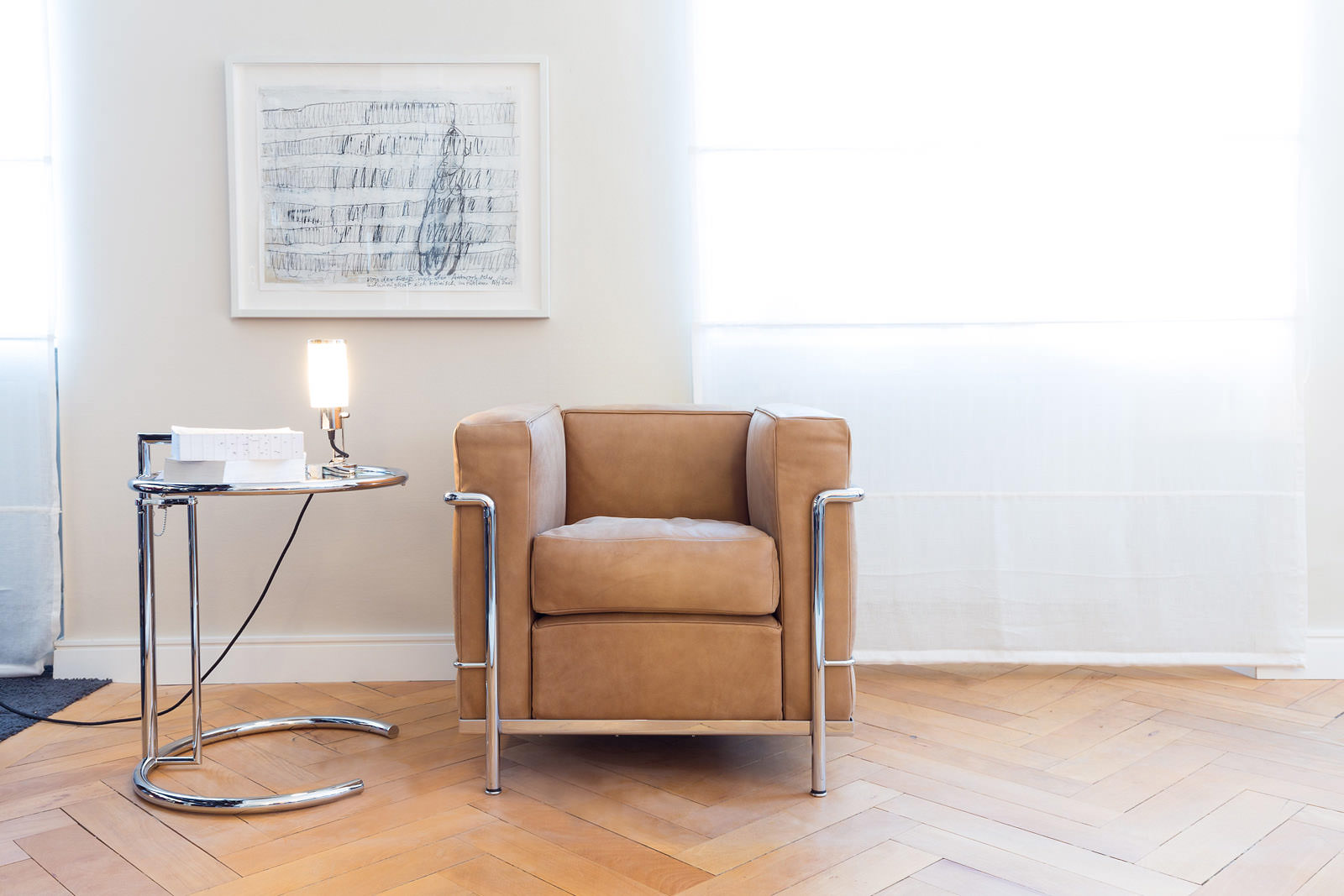
Sessel LC2, kubischer Armlehnsessel, Stahlrohrrahmen und Leder
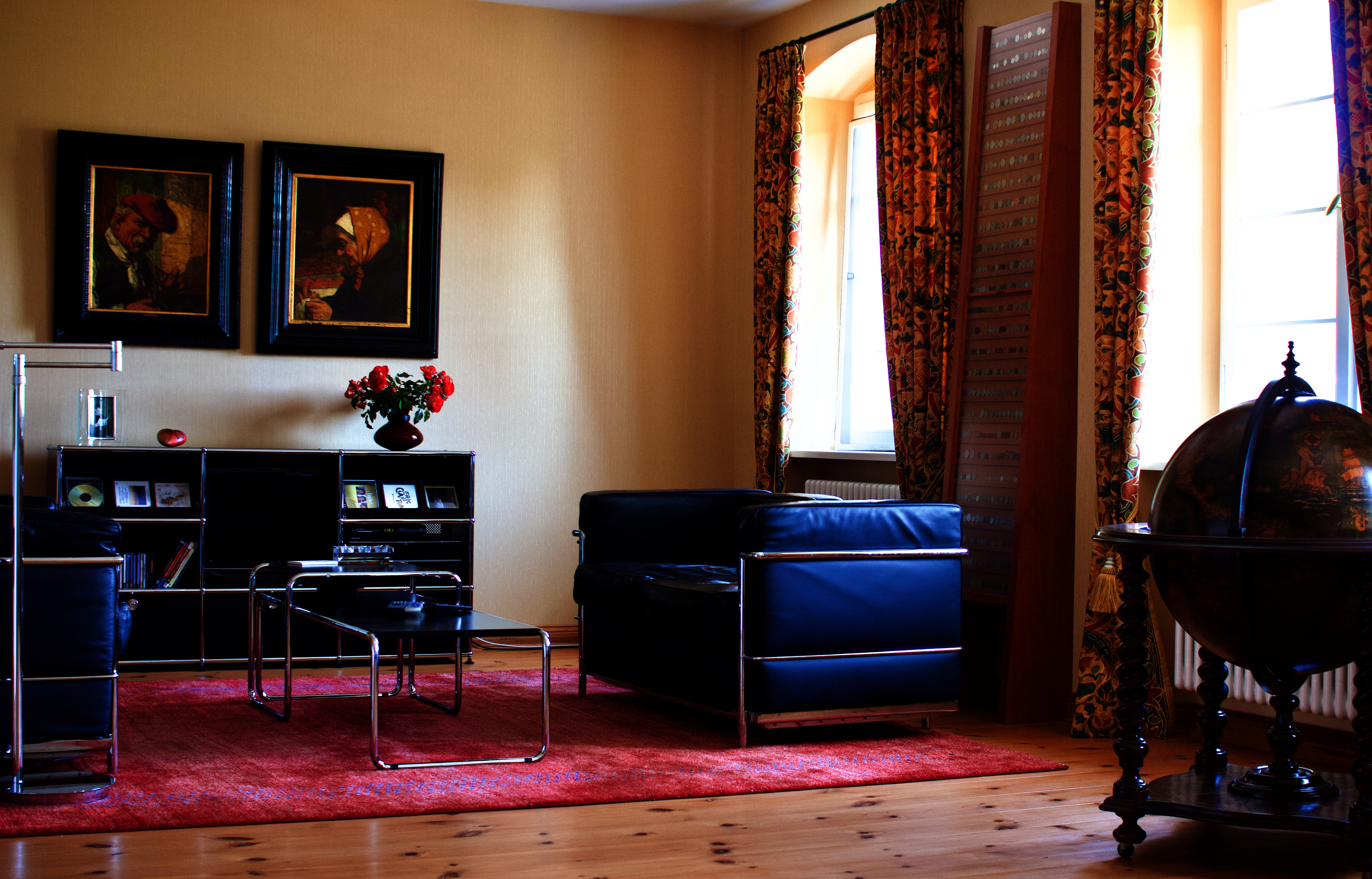
Sofa LC3, Stahlrohrrahmen und Leder
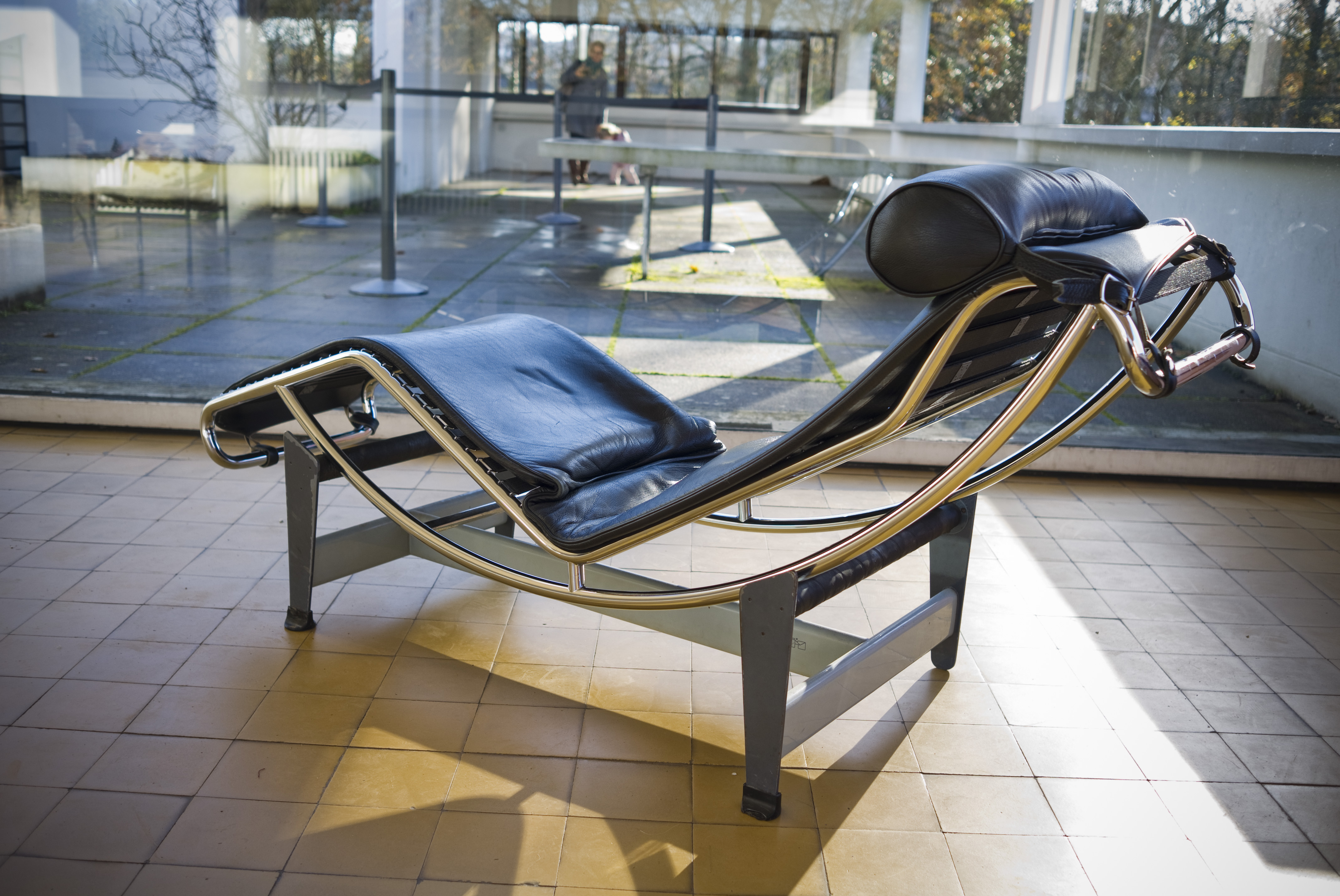
Chaise longue LC4, verstellbare Liege, Stahlrohrrahmen und Leder

### Realisierung des Museums Heidi Weber – Centre le Corbusier
1960 anlässlich seines Besuchs in Zürich zeigte die Galeristin Le Corbusier das Grundstück auf der Blatterwiese am Zürichhorn und unterbreitete ihm ihre Idee, an bester Lage einen Ausstellungspavillon bauen zu lassen. Im Juni 1960 genehmigte die Stadt Zürich die Nutzung des Grundstücks für 50 Jahre im Baurecht, im März 1961 begann Le Corbusier im Auftrag von Heidi Weber mit dem Zeichnen erster Entwürfe. Sein unerwarteter Tod am 27. August 1965 am Cap Martin führte vorerst zu einer Bauverzögerung. Am 15. Juli 1967 fand die Einweihung des Künstlerhauses statt. Im von Heidi Weber als Privatmuseum geführten Museum fanden zahlreiche Ausstellungen und weitere Veranstaltungen statt. Den Betrieb bestritt sie ohne öffentliche Unterstützung.

Heidi Weber Haus – Centre Le Corbusier mit Modulor-Mann auf der Dachterrasse
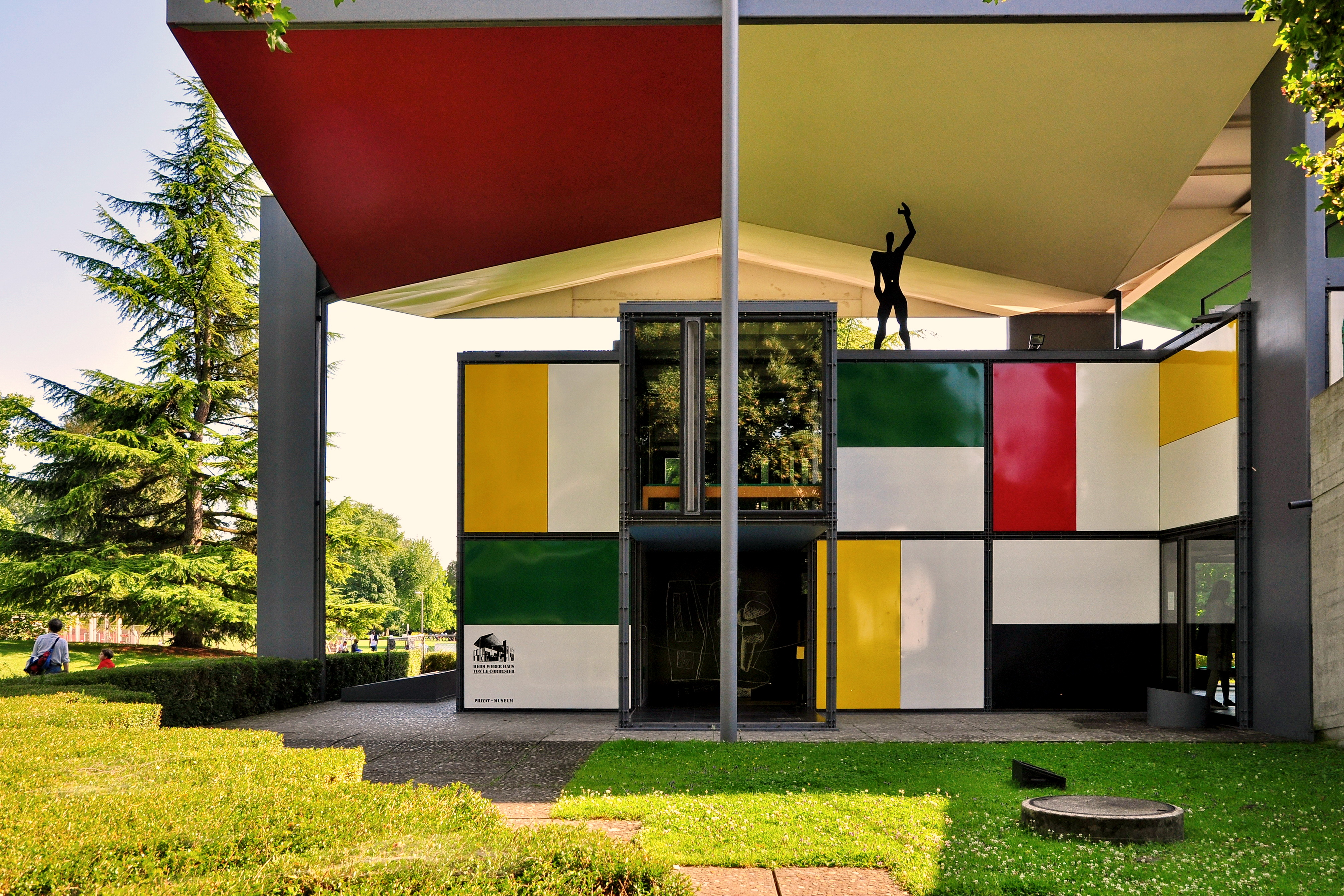
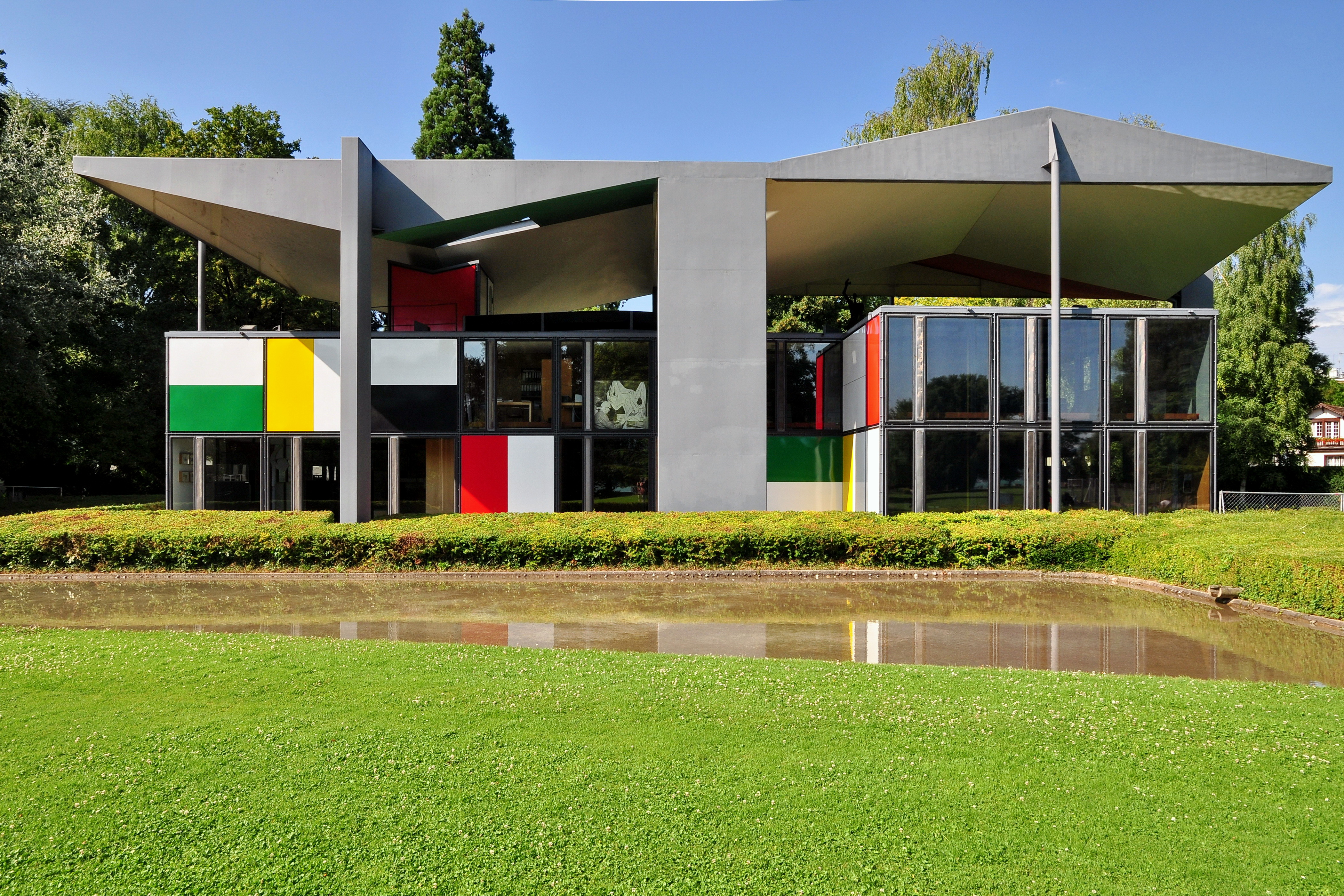
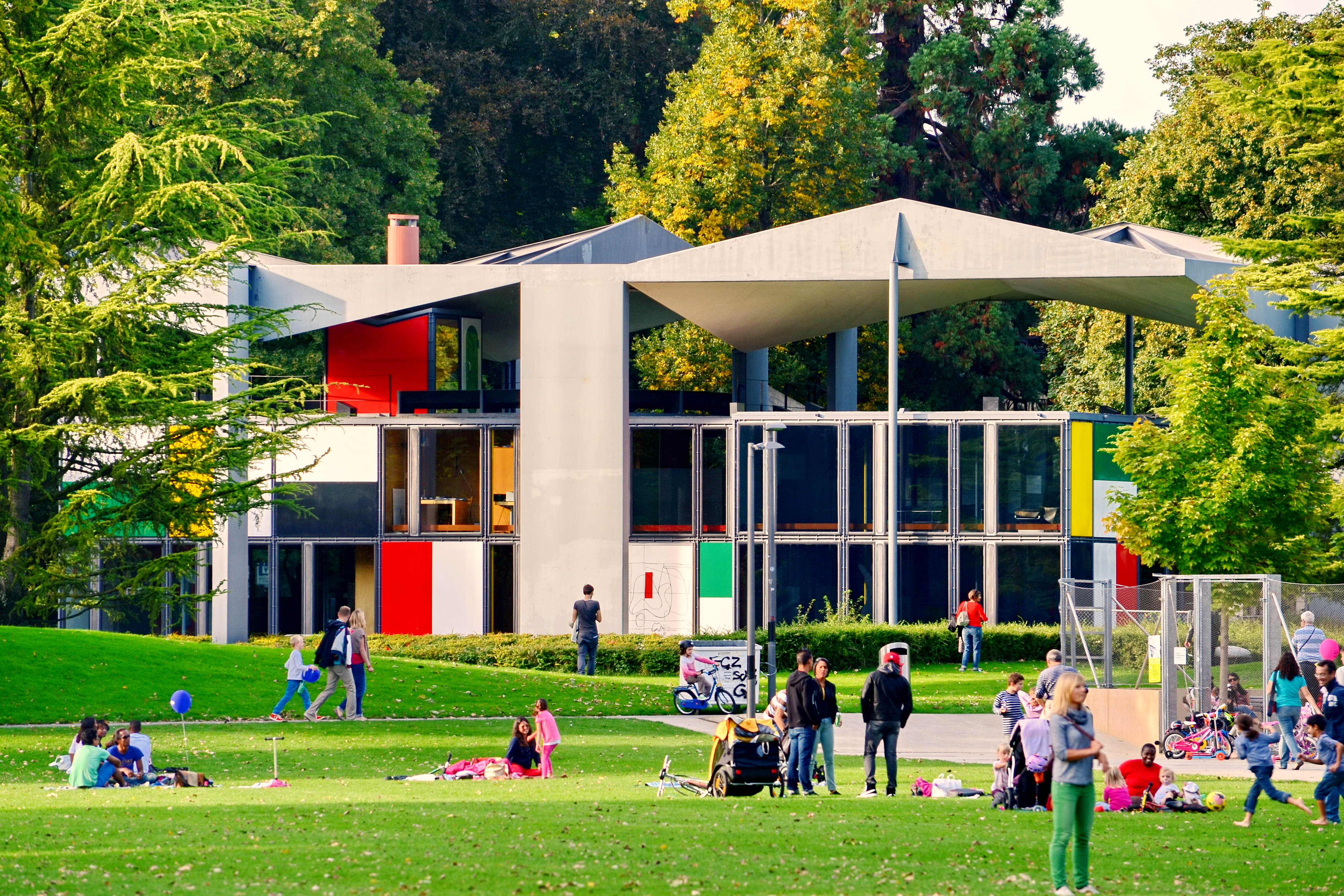

### Bruch mit der Stadt Zürich
Mit dem Heimfall des Baurechts an die Stadt Zürich nach Ablauf der 50-jährigen Nutzung durch Heidi Weber im Mai 2014 kam es zum Zerwürfnis mit den Behördemitgliedern der Stadt. Auch die bestehende Beschriftung Heidi Weber Haus von Le Corbusier, die Stadt wollte für den öffentlichen Auftritt den Namen Pavillon Le Corbusier benutzen, war ein Streitpunkt. Im Mai 2016 zog Weber ihre weltweit einzigartige private Sammlung mit Kunstwerken und ihrer umfassenden Dokumentation über Le Corbusier aus dem Haus ab.
Das Zürcher Verwaltungsgericht stützte in seinem Entscheid vom August 2019 die Sichtweise der Stadt Zürich. Die Gründung einer ursprünglich gemeinsam geplanten öffentlich-rechtlichen Stiftung, die in einer Absichtserklärung zwischen der Stadtpräsidentin Corine Mauch und Heidi Weber festgelegt worden war, sei keine Verpflichtungserklärung und auch kein Vertrag.